# Batalla del Puente de Stirling
La batalla del Puente de Stirling fue uno de los enfrentamientos más importantes de la guerras de independencia de Escocia entre escoceses e ingleses. El 11 de septiembre de 1297, las fuerzas de Andrew de Moray y William Wallace derrotaron a los ingleses comandados por John de Warenne, VII conde de Surrey, y Hugh de Cressingham, estos últimos en superioridad numérica.

## Antecedentes
Aunque Escocia había sido invadida por el ejército inglés en 1296 en la batalla de Dunbar, el país había sido sorprendido más que aplastado. Hacia la primavera de 1297 las primeras chispas de rebelión se hicieron notar con William Wallace al frente de ella. Sus esfuerzos en el sur por animar a la población a las armas fueron imitados por Andrew de Moray en el norte. Algunos de los nobles escoceses también tomaron las armas, pero la mayor parte, debido a la desunión política, acataron las condiciones de no agresión de los ingleses.
Los escoceses iban ganando terreno a los ingleses en diferentes escaramuzas que convirtieron a Wallace y a Moray en comandantes del ejército del Reino de Escocia y de los terrenos comunitarios. Mientras la totalidad de las tropas inglesas se encontraban en la guerra que Eduardo I libraba en Francia.
Con la mayoría del norte de Escocia en manos de los rebeldes, John de Warenne, que controlaba aquella zona después de la invasión, tuvo que huir por el peligro que se cernía sobre él. Se unió a Hugh de Cressingham el tesorero, y juntos formaron un ejército de infantería y caballería, llegando a Stirling a principios de septiembre. Wallace y Moray llegaron desde el sur, y tomaron una posición al pie de la abadía de Cambuskenneth, muy cerca del río Forth. Este río cruzaba el Castillo de Stirling, que era de importancia vital para Escocia. El puente de Stirling servía como enlace entre el norte y el sur del país. En vista de lo que había sucedido en Dunbar en el año anterior, en donde los caballeros ingleses destrozaron al ejército escocés en campo abierto, Wallace propuso que su ejército, principalmente infantería, esperase a un lado del río para que el ejército inglés tuviese que pasar por el puente para llegar hasta ellos. Los escoceses estaban en absoluta inferioridad numérica.

## La batalla
John de Warenne había conseguido una gran victoria contra la aristocracia escocesa en Dunbar, ganando confianza, pero los últimos acontecimientos con la revuelta del pueblo escocés lo habían puesto en entredicho. James Stewart, lugarteniente de William Wallace, propuso a Warenne que abandonara su actitud de ataque, a lo que el inglés le respondió con una carcajada. Warenne poco después mandó a dos frailes dominicos para persuadir de la rendición a los escoceses, a lo que ahora Wallace replicó: "Volved con vuestros amigos y decidles que no hemos venido aquí sino a luchar, determinados a tomar venganza y liberar a nuestra patria. Decidles que vengan aquí y que nos ataquen, estamos esperando para enfrentarnos a ellos cara a cara".
El puente de Stirling solo tenía una anchura para que dos jinetes de la caballería pesada inglesa pudieran pasar parejos. Pese a los consejos de sir Richard Lundie, caballero escocés que estaba a favor de los ingleses, Cressingham, ansioso por entablar combate, persuadió a Warenne para que atacara con la totalidad de la caballería por medio del puente. Cuando los caballeros ingleses fueron al ataque hacia los escoceses, Wallace, ante el ímpetu de sus soldados, tuvo que relajarlos y pedir que esperaran a que el enemigo viniera. Mientras, Moray y sus jinetes se habían posicionado en uno de los flancos ingleses al otro lado del río. Wallace dio la orden de ataque. Primero los arqueros dispararon una lluvia de flechas hacia los jinetes ingleses, en el momento en que Moray embestía contra el ejército inglés partiéndolo en dos y dejando a unos 5.000 infantes y jinetes enemigos aislados. Wallace y sus guerreros salieron en tromba hacia los ingleses aislados y con sus claymore (espadas gigantes  escocesas de 1,60 metros aproximadamente) los destrozaron; incluso desmontaron a muchos y los arrojaron al río, ahogándose rápidamente por el peso de sus armaduras. Warenne envió refuerzos, pero esto provocó que el puente cediera bajo el exceso de peso, llevándose a cientos de ingleses al agua que murieron ahogados, entre ellos, Cressingham. Los escoceses lanzaron un nuevo contraataque que causó la retirada inglesa, y el final de una batalla victoriosa para William Wallace y para Escocia.

## Consecuencias
La batalla de Stirling fue una demoledora victoria de los escoceses liderados por Wallace y Andrew de Moray; aparte de las circunstancias de la batalla hay que decir que la infantería superó esta vez a la caballería. William Wallace fue reconocido por toda la nobleza escocesa y Roberto I de Escocia le ungió como Lord protector de los designios de Escocia. Por si fuera poco Wallace siguió atacando a los ingleses por el norte de Inglaterra llegando a invadir Newcastle. En marzo de 1298 fue condecorado como Guardián de Escocia. Pero tanta victoria escocesa fue demasiado para Eduardo I de Inglaterra, el cual firmó un tratado de paz con Francia y ordenó que todo su ejército en suelo francés fuera devuelto a su país para atacar a los rebeldes escoceses. En julio de 1298 los dos contingentes se volverían a enfrentar en la batalla de Falkirk con derrota de Wallace.